# Église Saint-Augustin de Cordoue
Pour les articles homonymes, voir Église Saint-Augustin.
L’église Saint-Augustin (espagnol : iglesia de San Agustín) est une église de Cordoue en Andalousie. Située place Saint-Augustin (espagnol : plaza de San Agustín), elle commence à être construite en 1328, et la chapelle majeure en 1335. L'aspect actuel de l'église date du premier tiers du XVIIe siècle.

## Description
La tour avec deux corps de cloches, a été édifiée au XVIe siècle. L'église a souffert d'importants dégâts au XIXe siècle, pendant l'invasion française, étant postérieurement restaurée à diverses occasions, mais jamais en profondeur jusqu'à la situation actuelle dans laquelle sont perdues une grande partie des peintures murales, qui sont en train d'être restaurées, ainsi que nombreuses œuvres d'art qui ont dû être réutilisées dans d'autres édifices de la ville.
Depuis des siècles, elle est le siège de la confrérie de Notre-Dame des Douleurs couronnée (es) (Nuestra de las Angustias Coronada), qui effectue une procession annuelle le Jeudi saint.

## Galerie

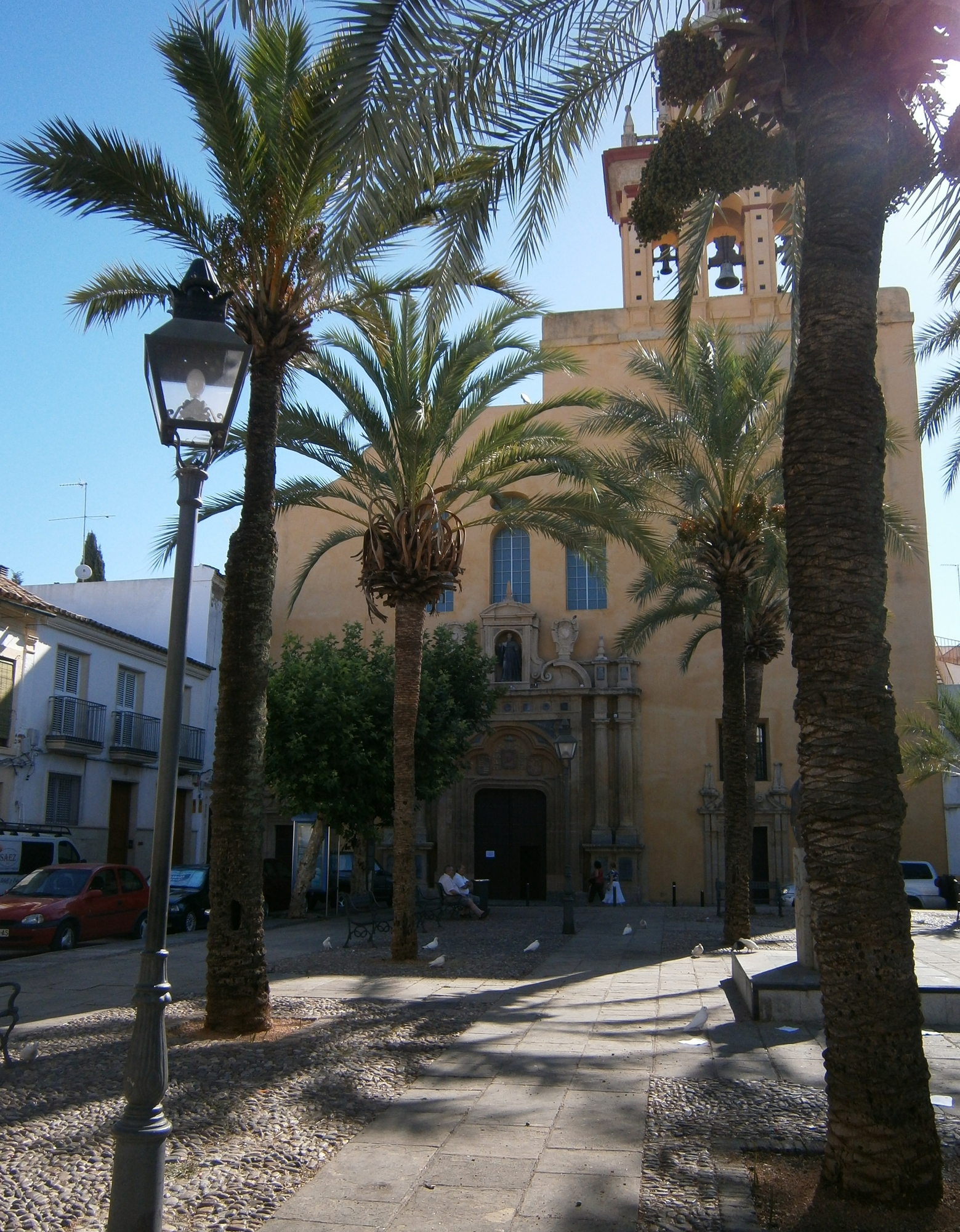
L'église sur la place San Agustín.
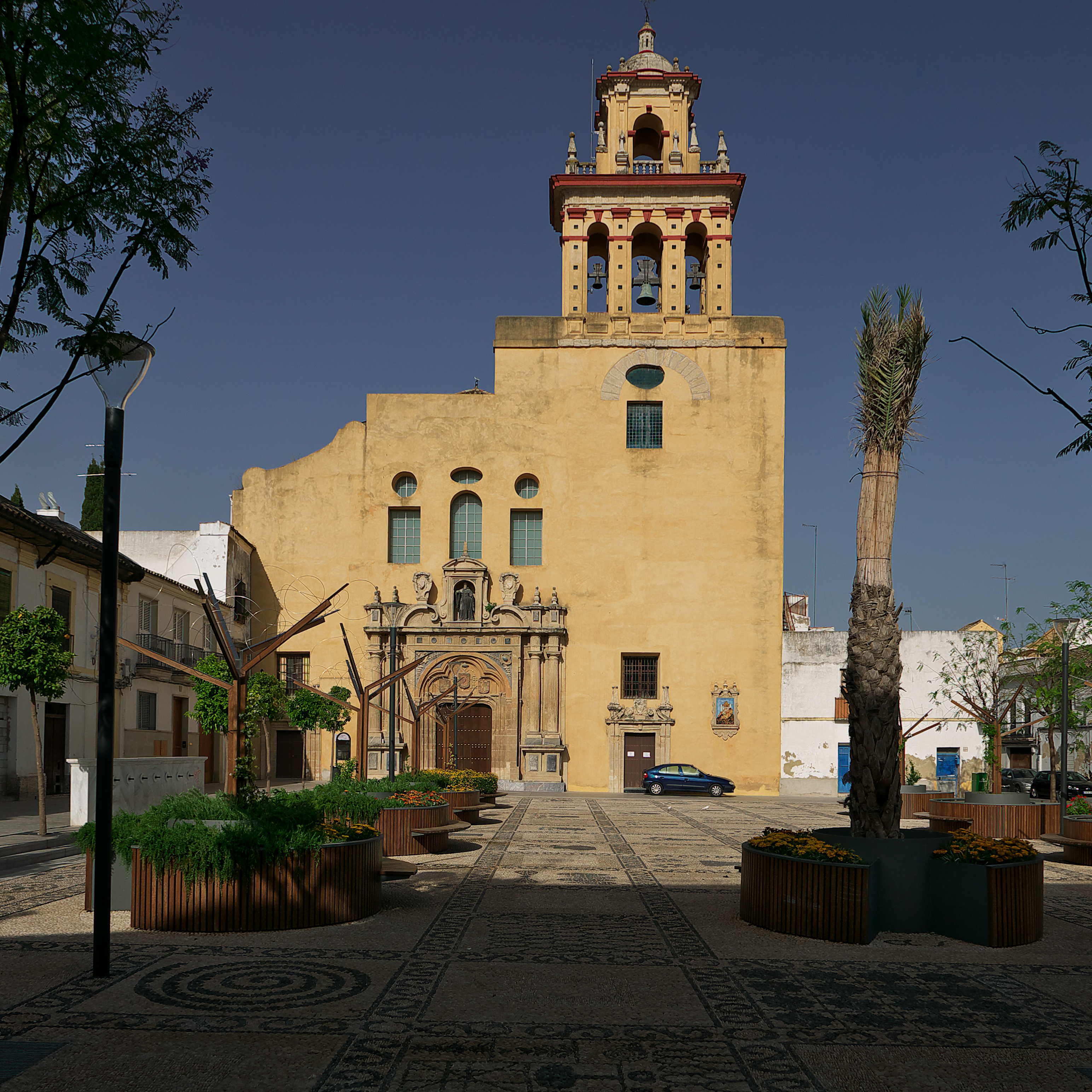
Idem.
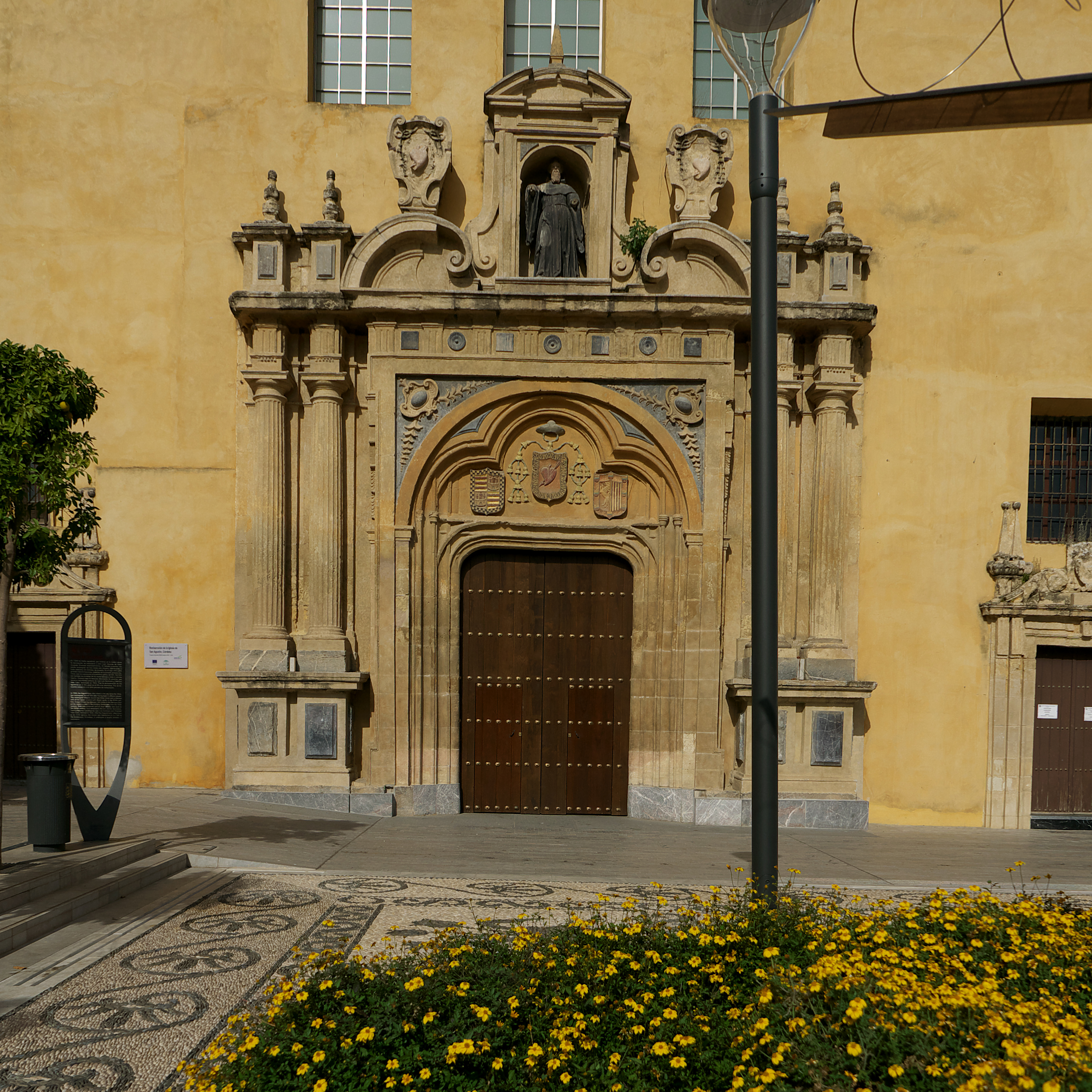
Le portail.
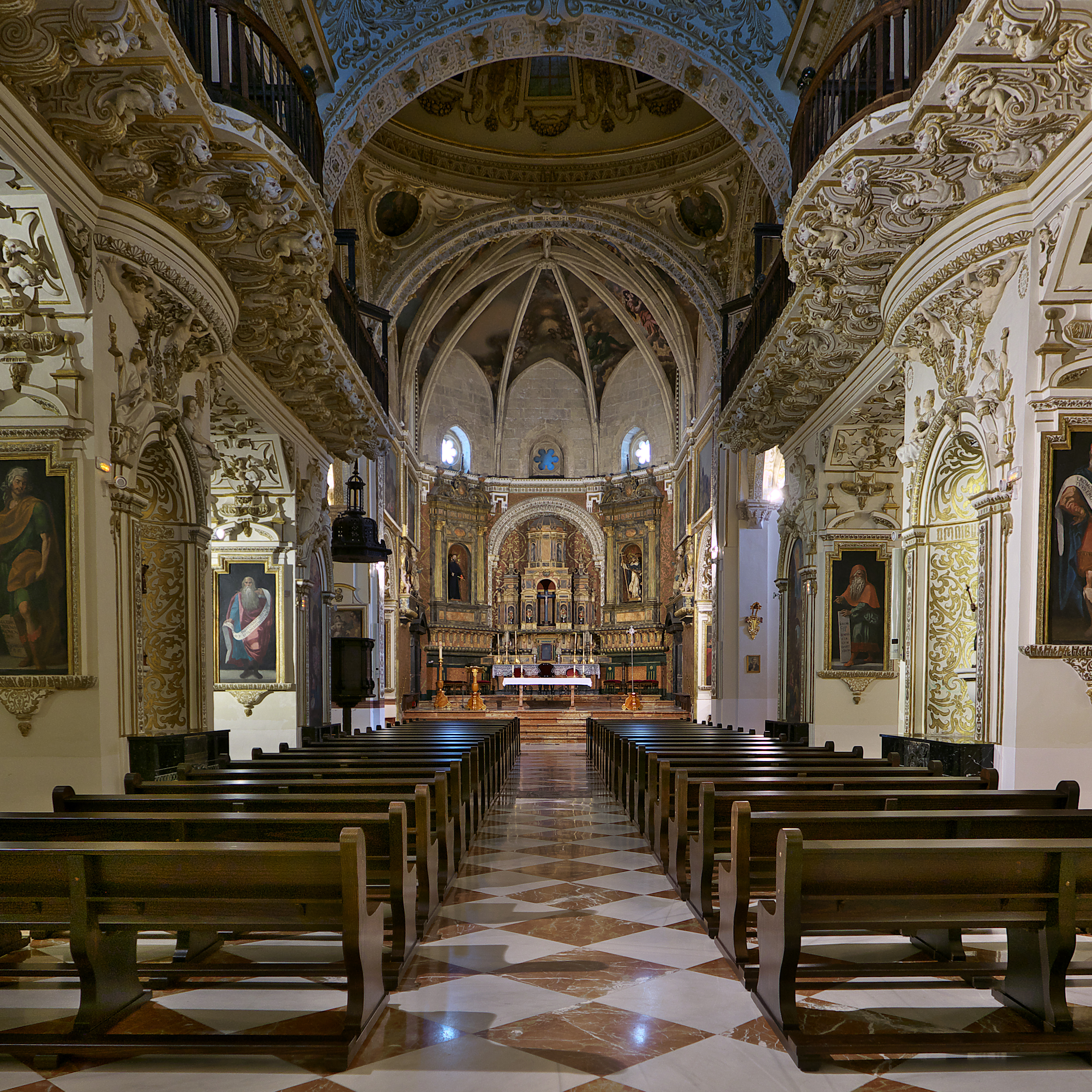
La nef centrale.
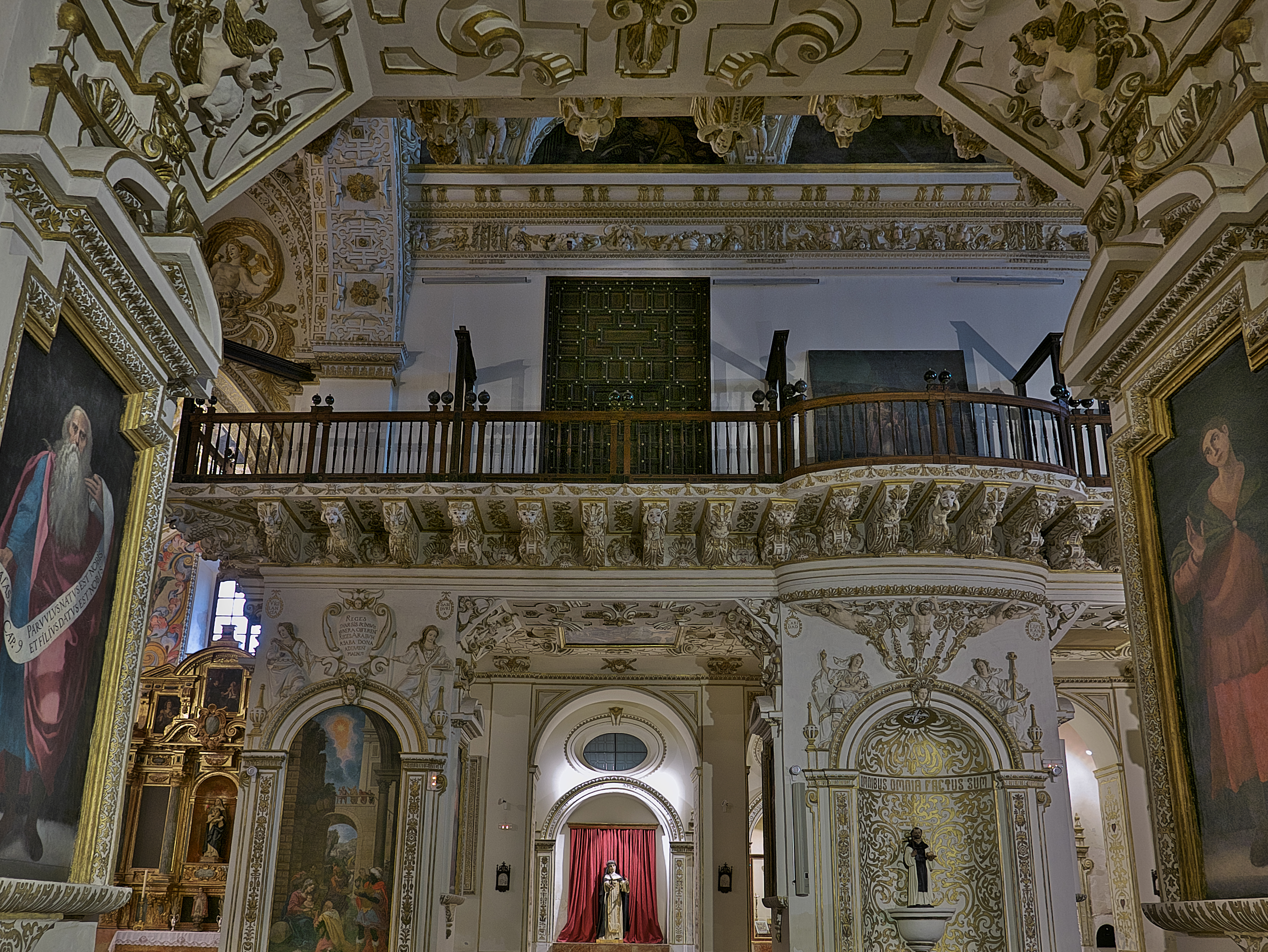
Tribune latérale.
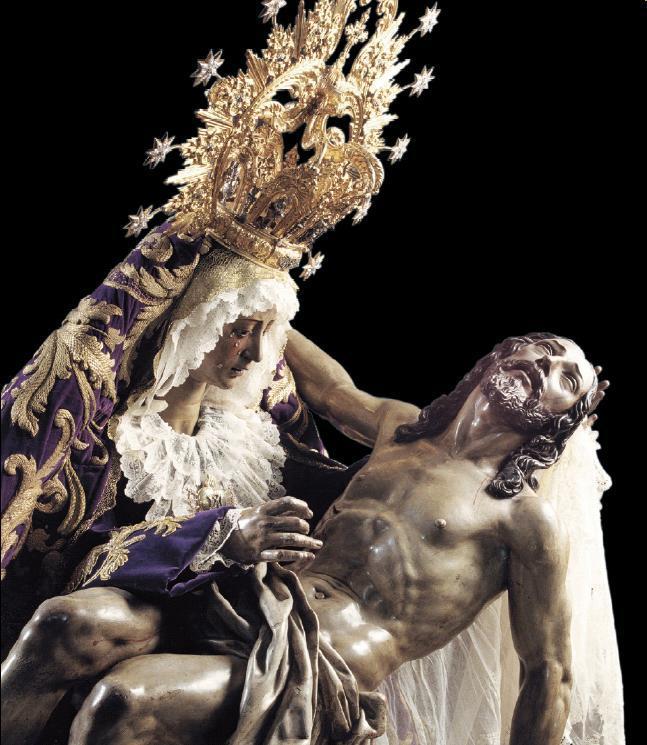
Notre-Dame des Douleurs couronnées, siège de la confrérie des Douleurs.